# Обикновен салеп
Обикновен салеп (Orchis morio) е вид тревиста орхидея. Името на вида „morio“ означава шут, палячо, смешник.

## Описание
Многогодишно тревисто растение с височина от 10 до 50 см, образуващо две кълбовидни грудки. Листата са ланцетни, събрани в приосновна розетка.
Устната е триделна, с пурпурни петънца, по-широка отколкото дълга. Стъблото е плътно и виолетово по върха. Цъфти през април и май. Различните видове обикновен салеп се срещат около и над 2000 метра н.в.

## Разпространение
В България се среща в Странджа и на Шуменското плато, западно от Антените на Илчов баир и Коркулука. Не е защитен вид.